# چوزن توگوچی
چوزن توگوچی (انگلیسی: Chozen Toguchi) یک شخصیت خیالی است که به عنوان هماورد اصلی فیلم سینمایی بچه کاراته‌کار ۲ (۱۹۸۶) و یک شخصیت فرعی (شروع با فصل ۳) از سریال کبرا کای ظاهر می‌شود. این شخصیت توسط یوجی اوکاموتو به تصویر کشیده شده‌است که اجرای او مورد تحسین گسترده قرار گرفته‌است.

## بررسی اجمالی
چوزن توگوچی در دهکده تومی، در استان اوکیناوا بزرگ شد و توسط عمویش ساتو بزرگ شد. گفته می‌شود که پدرش در جوانی خودکشی کرده‌است. او و کومیکو همچنین دوستان دوران کودکی بودند که با هم بازی می‌کردند. او همچنین کاراته را زیر نظر ساتو که خود شاگرد پدر آقای میاگی بود آموخت.
در کودکی، چوزن در طول کلاس‌های کاراته عمو ساتو تقلب می‌کرد. چوزن در نوجوانی تندخو بود، با کومیکو مشکل داشت و رقیب دنیل لاروسو بود. پس از شکست، او دست به خودکشی زد، اما ساتو و کومیکو به او کمک کردند تا بهبود یابد و هدف پیدا کند.
در بزرگسالی، چوزن سنسی کاراته میاگی-دو در اوکیناوا شد (که پس از مرگ ساتو به او به ارث رسید). او با کومیکو روابط دوستانه‌ای دارد و احساسات عاشقانه‌ای نسبت به او دارد. او هرگز ازدواج نکرد و بچه دار نشد.

## تفسیر
او خاطرنشان کرد که "وقتی در یک فیلم موفق نقش یک مرد بد نمادین را بازی می‌کنید، به نوعی آن خاطره را همیشه با خود نگه می‌دارید. همیشه از خود می‌پرسید که چه اتفاقی برای این شخصیت افتاده است، او پس از این همه کجا رفت. رفت، جایی که آبروی خود را از دست داد و این همه چیز... من هرگز چوزن را فراموش نکردم، زیرا او بخش بزرگی از زندگی من بود.
اوکاموتو در سپتامبر ۲۰۱۹ تماسی دریافت کرد که از او پرسیده شد که آیا علاقه مند به پیوستن به کبرا کای است یا خیر. در حالی که او امیدوار بود که چوزن در روایت نوشته شود، نگران این بود که «چوزن چگونه به تصویر کشیده شود». او می‌خواست مطمئن شود که "شخصیت به خوبی نوشته شده است، به خوبی توسعه یافته است ... که آنها به شخصیت و پیشرفت او احترام می‌گذارند. بنابراین آنها فیلمنامه را برای من ارسال کردند و در ابتدا فکر کردم نیاز به کمی کار دارد. اما من کمی کار کردم. کمی از ورودی و نویسندگان و همچنین تهیه‌کنندگان، آنها واقعاً کار بزرگی در به تصویر کشیدن ماهیت چوزن انجام دادند و اینکه او احتمالاً بعد از ۳۰ سال چگونه خواهد بود.
در مورد چوزن، اوکاموتو می‌گوید که «می‌خواست او به‌عنوان یک شخصیت تکامل پیدا کند...» و نمی‌خواست او فقط به‌عنوان فردی که داستان را پیش ببرد، آنجا باشد.